# It's OK I'm OK
"It's OK I'm OK" is een nummer van de Canadese zangeres Tate McRae. Het is uitgebracht als een single op 13 september 2024 door RCA Records. Het is een nummer in de genres electropop, hiphop en moderne r&b geschreven door McRae samen met Ryan Tedder, Savan Kotecha en Ilya.

## Achtergrond
Na het uitbrengen van haar tweede studioalbum, Think Later, in december 2023, begon McRae aan haar Think Later World Tour. Het album bevatte de single Greedy dat hoog in de hitlijsten terecht wist te komen, waaronder vijftien weken op de eerste plek in de Nederlandse Top 40. In maart 2024 maakte McRae bekend dat ze was teruggekeerd naar de studio wanneer ze werd gevraagd naar de mogelijkheid voor het uitbrengen van nieuwe muziek. McRae zei daarover: "Ik denk dat ik graag uitvindt wat ik wil, terwijl ik mijn tour aan het voorbereiden ben. Eerlijkgezegd, ik doe veel verhalen op die ik opschrijf en ik zie daarbij wel wat het eerst in mijn gedachten opkomt, vooral nu het nog album nog maar net uit is. Ik zie wel wanneer ik terugkeer en nieuwe muziek uitbreng."
McRae schreef het lied It's OK I'm OK samen met Ryan Tedder, de zanger van de band OneRepublic, Savan Kotecha en producer Ilya Salmanzadeh. Het nummer werd voor het eerst gespeeld op 22 augustus 2024 tijdens een optreden van McRae in Madison Square Garden. Het gespeelde stuk bevatte de tekst: "Its OK. I'm OK. I don't really gott say. It's OK. You can have him anyway." Lexi Carson van Variety viel het op dat het nummer elementen bevatte van het nummer Oops!... I Did It Again van Britney Spears uit 2000.
In september 2024 verspreidde McRae een foto of haarzelf met de songtitel geschreven in zand met de tekst: "yall aren't readyyy". Tedder likete de post en deelde daarmee zijn goedkeuring. Het nummer werd op 12 september 2024 uitgebracht door RCA Records.

## Schrijven en compositie
Het nummer gaat over een vrouw die over haar ex-vriend praat. De verteller is blij dat ze geen relatie meer heeft met haar ex, en waarschuwt zijn nieuwe vriendin voor hem. Het nummer is een humeurig pop- en elektronisch nummer met zware elementen van R&B en hiphop. 

## Muziekvideo
De muziekvideo van It's OK, I'm OK werd geregisseerd door Hannah Lux Davis. McRae werd geïnspireerd voor de muziekvideo door andere pop videos. Ze zei daarover: "Er zijn zoveel popnummers. Van Britney tot Christina. Het voelt erg campy. Sean [Bankhead] hielp met het evolueren van de choreo." De opnames voor de muziekvideo vonden plaats in New York en laat McRae wandelend door de straten van New York zien. Ze wordt, terwijl ze naakt verschijnt, gearresteerd. McRae maakte later bekend dat ze wel een topje een broekje droeg en dat de naaktheid er later in was bewerkt. McRae's waren op de set aanwezig om McRae aan te moedigen.